# G.H.マム

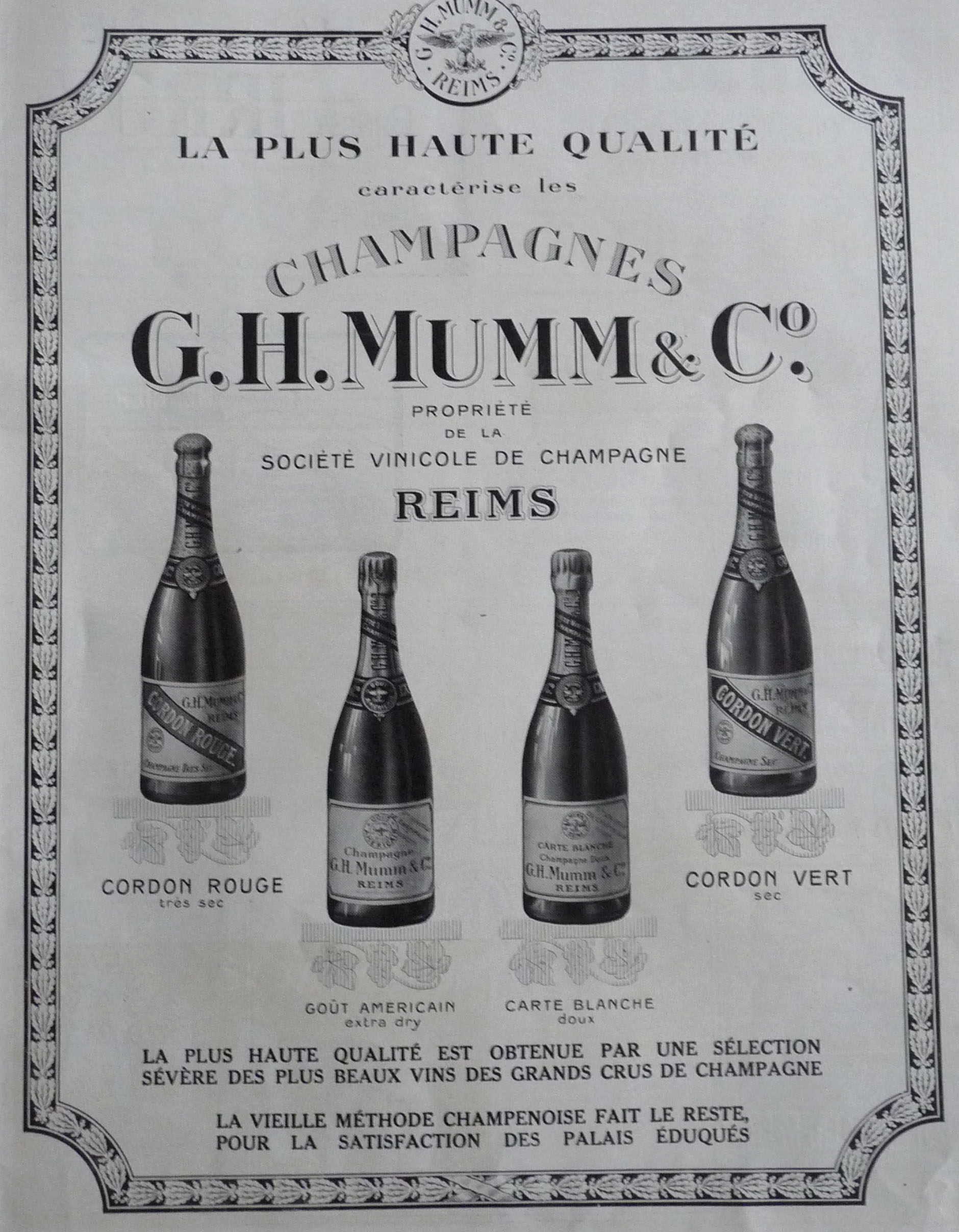
G.H.マム広告、1923年

G.H.マム（メゾン マム）は、フランス北部のランスに位置する最大級のシャンパン生産者である。2015年度の販売数量（本数）において第4位。

## 歴史

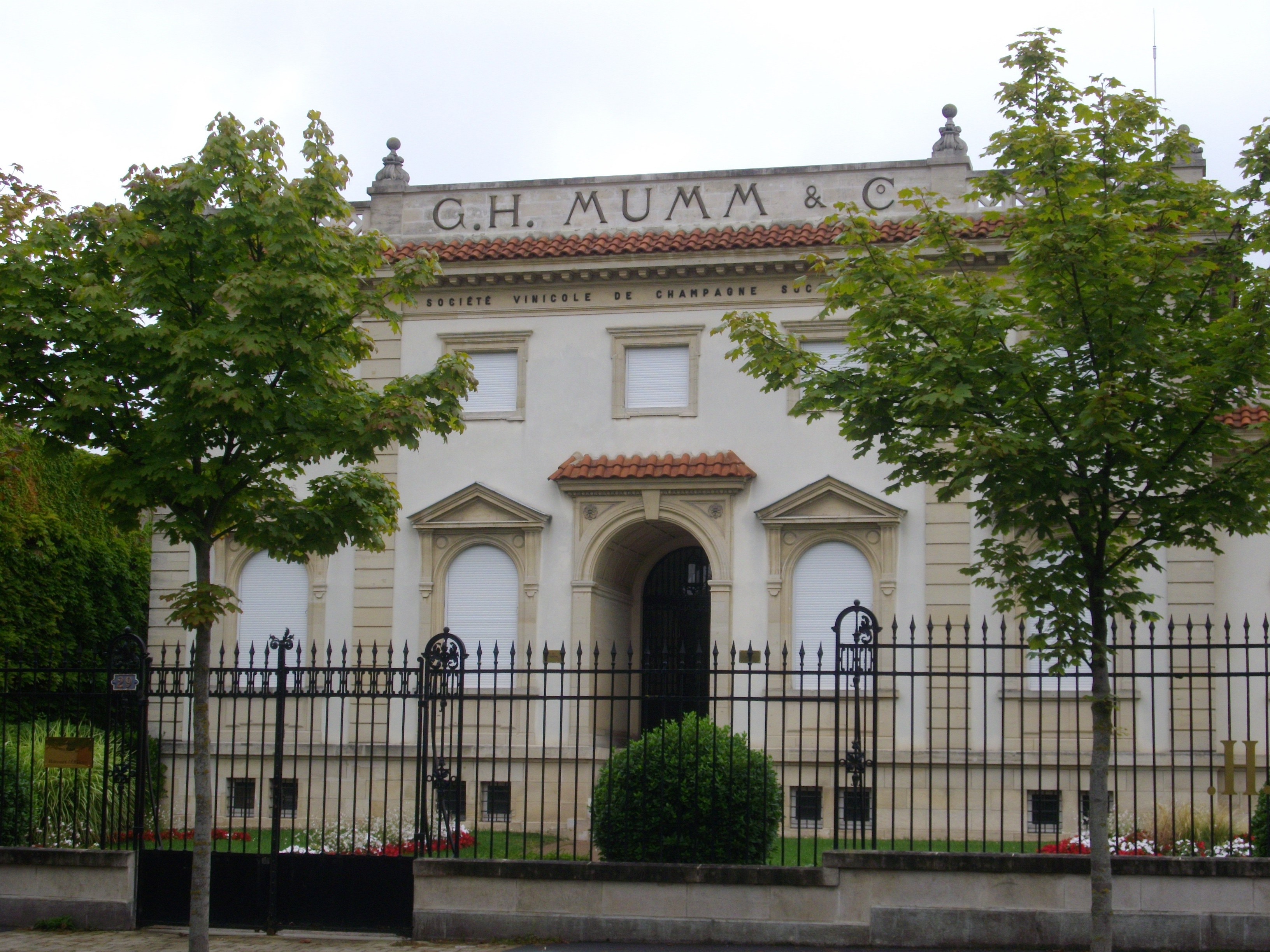

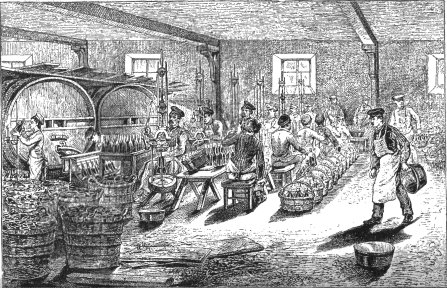
G.H.マム社でのティラージュ（シャンパンの瓶詰め）1879年

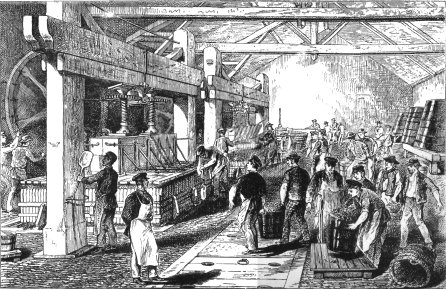
G.H.マム社のVendangeoir（収穫後のワイン作り作業を行う建物）の様子、ヴェルゼネ、1879年

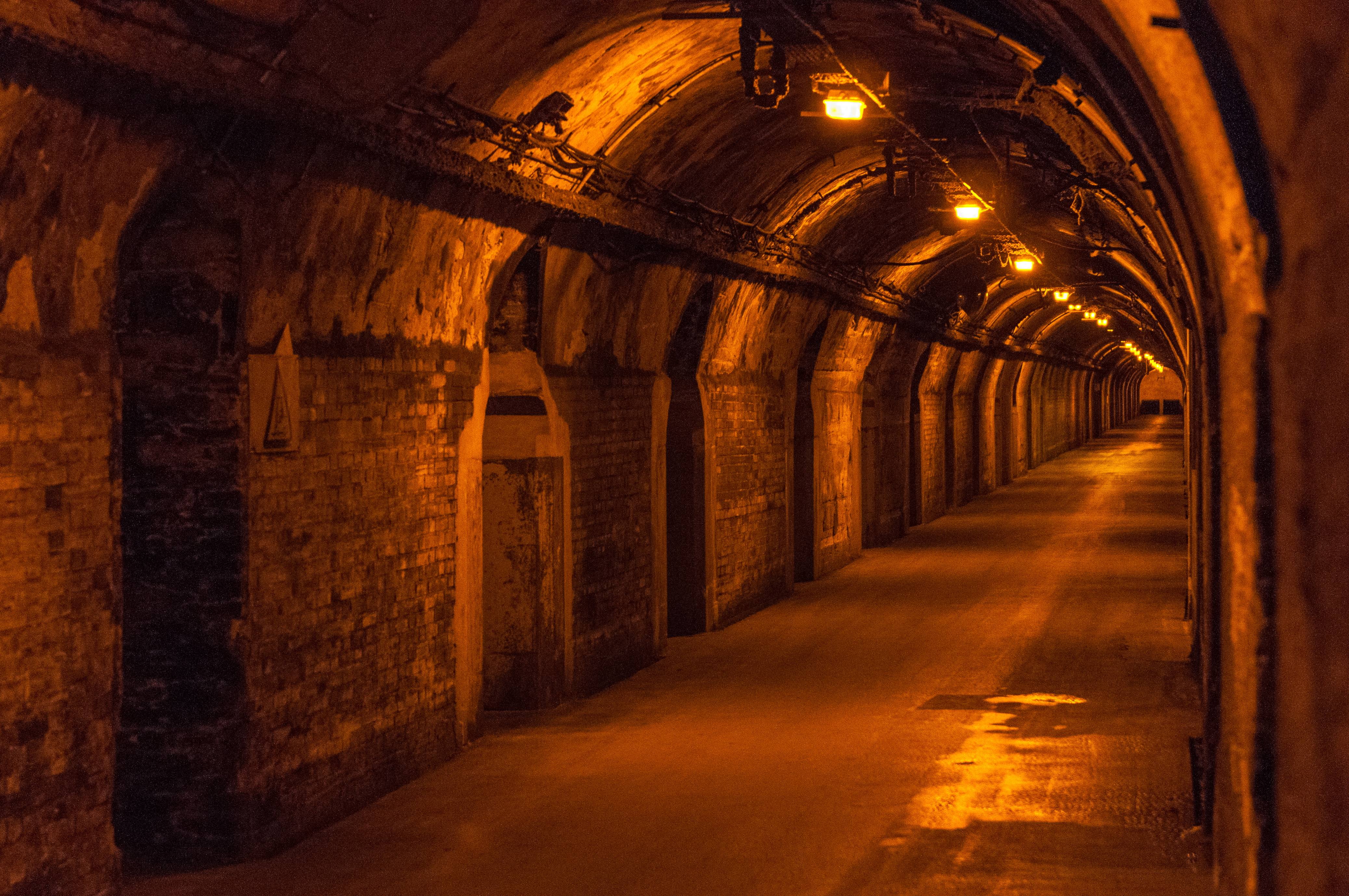
G.H.マム社のセラー

G.H.マム社は1827年3月1日にドイツのライン渓谷出身の三人兄弟（ジェイコブス、ゴットリーブ、フィリップ・マム）とG.ハウザーとフリードリッヒ・ギースラーの5人で「P.A. Mumm Giesler et C°」として設立された。「P.A.」は三人兄弟の父、ゾーリンゲンで成功したワイン商人であるピーター・アーノルド・マムの頭文字をとったもの。1852年に三人兄弟のひとり、ジョルジュ・エルマン・マムが会社を引き継いだのを機に社名は現在の「G.H.MUMM et Cie」に変更された。
マムは表ラベルに施されている赤いリボンが有名。こちらのコルドン・ルージュは、レジオンドヌール勲章の受賞者に授与される赤色の綬 （フランス語でコルドン・ルージュ） からヒントを得たものである。
フランス政府は第一次世界大戦が勃発した1914年に、シャンパーニュ地方に100年ほど定住していたにもかかわらずフランス国籍を持っていなかったマム家の財産をすべて没収。
G.H.マム社は2005年にペルノ・リカールに買収された。

## スポンサーシップ
G.H.マムは、2000年にフォーミュラ1の公式シャンパンに認定されて以来、2015年まで16年間、シャンパンファイトに使用されたシャンパンとして表彰台を飾った。2016年4月より、G.H.マムはフォーミュラEとの公式パートナーシップを組んでいる。
G.H.マムは世界最大級の競馬レースであるケンタッキーダービーとオーストラリアのメルボルンカップの公式シャンパンでもある。2016年10月に南アフリカの主要競馬イベント「J&Bメット」の冠スポンサーが39年ぶりに変わり、2017年よりG.H.マムが「サン・メット」の公式シャンパンになると発表された。
2016年11月にG.H.マムは、陸上競技でオリンピックの金メダルを9個獲得したウサイン・ボルトを新CEO (Chief Entertainment Officer) に特別任命したが、本人を起用する販促キャンペーンの内容は未公開。
G.H.マムは2016年のクリスマスにヨットで世界一周単独航海の新記録（49日3時間）を更新したトーマス・コービル（仏）の祝福にも大きな役割を果たした。

## マムナパ
マムナパ社はアメリカ・カリフォルニア州の瓶内二次発酵で製造されるスパークリングワインの生産者である。当時のG.H.マムの所有者、シーグラムとの合弁会社から始まった。ナパ郡内のワイナリーの場所は、G.H.マムから出向されたワインメーカー、ガイ・デヴァルーにより選定され、ナパ郡の日中に長く続く暑さや寒い夜はブドウに最適な酸味と成熟を促す効果を果たすと判断された。

## フジタ礼拝堂
1964年、G.H.マムの当時の社長だったルネ・ラルーは、エコール・ド・パリに属する日本人画家、藤田嗣治(1886年-1968年)とともにG.H.マム敷地内の庭園に礼拝堂を造営することを決心した。翌年に早くも着工されたロマネスク様式のフジタ礼拝堂（正式名称：平和の聖母礼拝堂）は、藤田嗣治がステンドグラス、金属装飾・彫刻、庭などを含むすべての設計図を作成した。藤田は建物の外装と内装も監修し、彼が80歳のときに完成した礼拝堂の壁を飾るフレスコ画は、今でも生き生きとした鮮明さを失わず、軽快な輪郭、東洋美術的な曲線、そして多彩な色で表現されている。フジタ礼拝堂は1966年10月1日に奉献された後、18日にランス市に引き渡され、1992年に歴史的記念物に指定された。
藤田はG.H.マムへ「薔薇の花を持つ少女」というフレスコ画を贈呈した。同フレスコ画に描かれたバラの絵を纏ったG.H.マム ロゼは、今でもG.H.マム ロゼの王冠（ミュズレ）にはそのバラを見ることができる。

## 関連文献
- Prial, Frank J. (2001). Decantations: Reflections on Wine by The New York Times Wine Critic. New York: St. Martin's Press. ISBN 978-0-312-28443-5